# Наркобарон (фильм)
«Наркобарон» (англ. Narc) — криминальный триллер режиссёра Джо Карнахана.

## Сюжет
Детектив Ник Тэллис, отстраненный от службы после трагического задержания опасного наркодилера, получает редкий шанс вернуться на прежнюю работу. Расследование жестокого убийства оперативника отдела по борьбе с наркотиками за два месяца не продвинулось ни на шаг, и начальство надеется, что у Ника есть свежие идеи. Вместе с бескомпромиссным лейтенантом Оаком он пытается выяснить, как погиб агент и кому была выгодна его смерть. Ответы кажутся очевидными, но Ник подозревает, что всё не так просто, как кажется на первый взгляд. Вскоре открытия подтвердят его догадку.

## В ролях
- Джейсон Патрик — Ник Теллес
- Рэй Лиотта — Генри Оак
- Чи Макбрайд — капитан Чиверс
- Лойд Адамс — Уолтар Данригес
- Дэн Лиез — Элвин Доу
- Карен Робинсон — Лиз Детмер
- Алан Ван Спранг — детектив Микель Калвес
- Джон Ортис — Октавио Руис
- Баста Раймс — Дарнелл «Big D Love» Бири
- Бут Сэвадж - Сэссил Митчам
- Криста Бриджес - Одри Теллис
- Стэйси Фарбер - молодая Кэтрин

## Съёмки
- Съёмки фильма заняли 28 дней.
- Бюджет картины был настолько мал, что в сцене, где Джейсон Патрик расспрашивает людей о человеке, изображенном на фотографии, создателям фильма пришлось снимать обычных прохожих.
- Специально для съёмок в фильме Рэй Лиотта набрал 25 фунтов веса (примерно 11,3 килограмма).
- За фильм слово «fuck» произносится 298 раз.
- Роль Генри Оака могла достаться Харрисону Форду и Алеку Болдуину.
- Будучи хорошими друзьями Джо Карнахана, Рэй Лиотта и Джейсон Патрик сыграли в фильме практически бесплатно.
- Том Круз был настолько впечатлен картиной, что решил выступить в качестве исполнительного продюсера и добился того, что фильм был выпущен в более широкий прокат, чем предполагалось ранее. Он также убедил Джо Карнахана стать режиссёром фильма «Миссия невыполнима 3». Однако, незадолго до начала съёмок Карнахан покинул проект из-за творческих разногласий с Крузом.

## Награды и номинации
Кинофестиваль «Сандэнс»
- Номинация на Гран-при в категории «Драматический фильм»

## Критика
По рейтингам сайта IMDb фильм получил преимущественно хорошие отзывы. 7 из 10.